# Загорье (посёлок, Москва)
Посёлок Заго́рье (название с 26 августа 1960 года) — посёлок в Южном административном округе города Москвы на территории района Бирюлёво Восточное.

## История
Посёлок впервые упоминается как деревня Загорье в документе 1606 года. Название типичное для населенного пункта, расположенного за какой-либо возвышенности по отношению к более значительному поселению (судя по рельефу окружающей местности, этим поселением было село Булатниково). Ранее посёлок занимал несколько бо́льшую территорию (на ней в настоящее время располагаются Загорьевская улица и Загорьевский проезд). Посёлок вошёл в состав Москвы и получил современное название 26 августа 1960 года.

## Расположение
Посёлок Загорье ограничен Загорьевской улицей на севере, Ягодной улицей на востоке и территорией Всероссийского селекционно-технологического института садоводства и питомниководства Российской академии сельскохозяйственных наук на юге.

## Транспорт

### Наземный транспорт
На северной границе посёлка Загорье, на Загорьевской улице в месте примыкания к ней Ягодной улицы, расположена остановка «Ягодная улица» автобусов м88, м89, с809; северо-западнее посёлка, на Бирюлёвской улице, — остановка «Институт садоводства» автобусов м88, 826; западнее посёлка, на Михневской улице, — остановка «Бирюлёвская улица, д. 58» автобусов 826, м89, с809.

### Метро
- Станция метро «Аннино» Серпуховско-Тимирязевской линии — западнее посёлка, на Варшавском шоссе.
- Станция метро «Домодедовская» Замоскворецкой линии — северо-восточнее посёлка, на пересечении Орехового бульвара с улицей Генерала Белова и Каширским шоссе.
- Станция метро «Орехово» Замоскворецкой линии — северо-восточнее посёлка, на Шипиловском проезде.
- Станция метро «Улица Академика Янгеля» Серпуховско-Тимирязевской линии — западнее посёлка, на пересечении Варшавского шоссе с улицей Академика Янгеля и Россошанской улицей.
- Станция метро «Царицыно» Замоскворецкой линии — севернее посёлка, на пересечении Каспийской и Луганской улиц.

### Железнодорожный транспорт
Платформа Бирюлёво-Пассажирская Павелецкого направления Московской железной дороги — северо-западнее посёлка, между Булатниковским проездом и Михневской улицей.